# Tottington (Wielki Manchester)
Tottington – miasto w Anglii, w hrabstwie ceremonialnym Wielki Manchester, w dystrykcie metropolitalnym Bury. Leży 18 km na północny zachód od centrum miasta Manchester. Miasto liczy 9389 mieszkańców.